# Endicott Peabody
Endicott Howard Peabody (15 février 1920 - 1er décembre 1997) est un homme politique américain.

## Biographie
Il est le petit-fils de Endicott Peabody (1857-1944) (en), le frère de Marietta Peabody Tree (en) et le descendant de John Endicott.
Il est gouverneur du Massachusetts entre 1963 et 1965.